# آخرین تبعیدی
آخرین تبعیدی (به ژاپنی: ラストエグザイル Rasuto Eguzairu) نام یک سریال تلویزیونی انیمه و مانگا که توسط استودیو گونزو در ژاپن تولید شده‌است.
این اثر که برای سنین نوجوان در نظر گرفته شده، در سال ۲۰۰۳ (میلادی) تولید گردید. این سریال توسط cgi طراحی شده‌است.